# سیل (فیلم ۱۹۷۴)
سیل (لهستانی: Potop) یک درام تاریخی لهستانی به کارگردانی یژی خوفمن است که در سال ۱۹۷۴ منتشر شد. این فیلم در چهل و هفتمین دوره جوایز اسکار نامزد دریافت جایزه اسکار بهترین فیلم بین‌المللی بود که آنرا به آمارکورد واگذار کرد. این فیلم، سومین فیلم محبوب تاریخ سینمای لهستان است و تنها در لهستان در سال ۱۹۸۷ بیش از ۲۷٫۶ میلیون بلیت و در اتحاد جماهیر شوروی سوسیالیستی ۳۰٫۵ میلیون بلیت در جریان اکران آن فروخته شد.